# Musée national de Vranje
Le musée national de Vranje (en serbe cyrillique : Народни музеј Врање ; en serbe latin : Narodni muzej Vranje) est un musée situé à Vranje, en Serbie. Il a été créé en 1960.

## Architecture

### Les konaks du pacha
Le site principal du musée, formé de deux konaks, est inscrit sur la liste des monuments culturels de grande importance de la république de Serbie (identifiant no SK 291),,.